# Sennette
Sennette är ett vattendrag i Belgien. Det ligger i den centrala delen av landet, 20 km sydväst om huvudstaden Bryssel.
Runt Sennette är det i huvudsak tätbebyggt. Runt Sennette är det ganska tätbefolkat, med 192 invånare per kvadratkilometer.